# Seebach (Lauter)
Der Seebach ist ein knapp zwei Kilometer langer Wasserlauf im südpfälzischen Teil des Wasgaus (Rheinland-Pfalz) und ein linker Zufluss der Lauter, die hier, an ihrem Oberlauf, noch Wieslauter genannt wird.

## Geographie

### Verlauf
Der Seebach entsteht im Wasgau auf einer Höhe von 232 m ü. NHN am südöstlichen Fuße des Schweinspießes (274,6 m ü. NHN) als Ausfluss aus einem kleinen Woog, der wahrscheinlich mit dem etwas größeren Hohlwoog verbunden ist. 
Er läuft zunächst in nordöstlicher Richtung durch das Waldgewann Hohlwoog am Südosthang des Schweinspießes entlang und durchfließt dann in Richtung Norden eine Reihe von kleinen Woogen, von welchen der erste und größte Woog die Bezeichnung Rohrwoog trägt. Kurz danach fließt ihm auf der rechten Seite der zwar deutlich längere jedoch nur intermittierend wasserführende Mühlenbach zu. Der Seebach verlässt nunmehr den Wald, betritt eine weite Flur, die am Südhang des Glockenhorns (381 m ü. NHN) liegt. 
Er richtet dort seinen Lauf nach Westen aus und mündet schließlich südöstlich von Hinterweidenthal nahe dem  Naturdenkmal Dreikönigsfelsen, das sich am Kleinen Hellenberg 255 m ü. NN befindet, auf einer Höhe von 214 m ü. NHN von links in  die aus dem Süden heranziehende Wieslauter.
Der 1,92 Kilometer lange Lauf des Seebachs endet ungefähr 18 Höhenmeter unterhalb des Ursprungs seiner Quelle, er hat somit ein mittleres Sohlgefälle von etwa 9,4 ‰.

### Einzugsgebiet
Das 1,503 km² große Einzugsgebiet des Seebachs liegt im Südwestlichen Pfälzerwald und wird durch ihn über die Lauter und den Rhein zur Nordsee entwässert.
Es grenzt
- im Nordosten an das Einzugsgebiet des Hirtenbachs, der über den Horbach in die Lauter entwässert;
- im Osten an das der Queich, die in den Rhein mündet;
- im Südosten an das des Langenbachs, der in die Lauter mündet;
- im Südwesten und im Westen an das der Lauter;
- im Nordwesten an das des Lauterzuflusses Hinterweidentaler Bach und
- im Norden an das des Horbachs.

Das Einzugsgebiet ist fast vollständig bewaldet.
Die höchste Erhebung ist der Hochberg mit 420,9 m ü. NHN im Südosten des Einzugsgebiets.

### Zuflüsse
- Mühlenbach (rechts), 5,2 km, 6,62 km²